# Pahar
Pahar hoặc Prahar (Tiếng Benegal প্রহর, Tiếng Hindi/Tiếng Nepal: पहर, پہر), thường được phát âm peher, là một đơn vị thời gian truyền thống được sử dụng ở Ấn Độ, Pakistan, Nepal và Bangladesh. Một pahar trên danh nghĩa bằng ba giờ, và có tám pahar trong một ngày. Ở Ấn Độ, biện pháp này chủ yếu được sử dụng ở các cộng đồng nói tiếng Bắc Ấn và tiếng Urdu trên khắp Deccan ở miền Nam Ấn Độ.

## Ngữ nguyên học
Pahar/pehar/peher có nguồn gốc từ tiếng Phạn là Prahar, một đơn vị thời gian cổ xưa ở Ấn Độ.
Từ pahar/peher có cùng gốc với từ tiếng Hindustan pehra (có nghĩa là đứng bảo vệ) và pehredar (nghĩa đen là người bảo vệ/người canh gác). Nó có nghĩa đen là một "chiếc đồng hồ" (tức là làm nhiệm vụ bảo vệ thời gian).

## Thời gian
Theo truyền thống, đêm và ngày được phân bổ thành bốn pahar, hoặc "đồng hồ". Pahar đầu tiên trong ngày (hay din pahar) đã được hẹn giờ bắt đầu vào lúc mặt trời mọc, và pahar đầu tiên của đêm (raat pahar đã được hẹn giờ bắt đầu vào lúc hoàng hôn.
Điều này có nghĩa là vào mùa đông, pahar ban ngày ngắn hơn so với pahar ban đêm, và điều ngược lại là đúng vào mùa hè. Các pahar chính xác bằng nhau trên các điểm phân. Do đó, chiều dài của pahar truyền thống thay đổi từ khoảng 2,5 giờ đến 3,5 giờ ở vùng đồng bằng Ấn-Hằng.
Mỗi pahar của chu kỳ ngày đêm 24 giờ có một tên và số cụ thể. Pahar đầu tiên trong ngày, được gọi là pehla pahar (tiếng Hindustani: pehla, nghĩa là đầu tiên), tương ứng với buổi sáng sớm. Bahar thứ hai được gọi là do-pahar (tiếng Hindustani: do, nghĩa là thứ hai). Trong bài phát biểu chung của Bắc Ấn Độ, Pakistan và Nepal, dopahar (दोपहर hoặc دوپہر) đã trở thành thuật ngữ chung cho buổi chiều hoặc giữa trưa. Bahar thứ ba được gọi là seh pahar (tiếng Ba Tư: seh, có nghĩa là ba) và thường có nghĩa là buổi tối, mặc dù thuật ngữ này ít được sử dụng hơn shaam.